# Afrodrepanus marshalli
Afrodrepanus marshalli är en skalbaggsart som beskrevs av Antoine Boucomont 1921. Afrodrepanus marshalli ingår i släktet Afrodrepanus och familjen bladhorningar. Inga underarter finns listade i Catalogue of Life.